# Wrocławski Park Technologiczny
Wrocławski Park Technologiczny (WPT) –  instytucja otoczenia biznesu, spółka akcyjna, której większościowym akcjonariuszem jest Gmina Wrocław. WPT zajmuje się wspieraniem przedsiębiorczości poprzez oferowane produkty biznesowe takie jak wynajem infrastruktury biurowej, produkcyjnej i laboratoryjnej oraz świadczenie usług biznesowych w zakresie m.in. pozyskiwania dofinansowań, wdrażania innowacji czy inkubacji przedsiębiorstw. Na terenie WPT działa ponad 220 firm, zatrudniających ponad 2000 osób.

## Historia WPT
Historia powstania Wrocławskiego Parku Technologicznego sięga 1996 r., dokładniej powstania Grupy Inicjatywnej ds. realizacji przedsięwzięcia – Park Technologiczny we Wrocławiu, w której skład weszli przedstawiciele: Gminy Wrocław, Politechniki Wrocławskiej, Akademii Rolniczej we Wrocławiu (obecnie Uniwersytetu Przyrodniczego), Uniwersytetu Wrocławskiego, Fundacji Rozwoju Politechniki Wrocławskiej, Akademii Ekonomicznej (dziś Uniwersytet Ekonomiczny), Towarzystwa Inwestycyjnego Dolmel sp. z o. o., Dolnośląskiej Izby Gospodarczej, Wojewody Wrocławskiego (reprezentującego Skarb Państwa). W wyniku działania Grupy 10 lipca 1998 roku powołana została spółka akcyjna, której akcjonariuszami założycielami zostali jej członkowie (poza Akademią Ekonomiczną, która nie zgłosiła swojego akcesu). Utworzenie WPT było częścią strategii rozwoju regionu, przyjętej przez władze samorządowe województwa dolnośląskiego.
W 2004 roku do użytku został oddany pierwszy budynek WPT pod nazwą GAMMA wyposażony w infrastrukturę biurowo-laboratoryjną. Kolejny obiekt, budynek BETA został oddany do użytku w 2006 roku. W ramach projektu „Od Wrocławskiego Parku Technologicznego do Innopolis Wrocław”, który był realizowany przy dofinansowaniu ze środków Unii Europejskiej, WPT rozbudowało swój kompleks. Powstało 6 nowych budynków o charakterze biurowym, laboratoryjnym i produkcyjno-magazynowym:
- budynek Alfa – oddany do użytku w 2009 roku,
- budynek Delta – oddany do użytku w 2012 roku,
- budynek Omega – oddany do użytku w 2012 roku,
- budynek Lambda – oddany do użytku w 2013 roku,
- budynek Sigma – oddany do użytku w 2015 roku,
- budynek Hala Nowa Siódemka- oddany do użytku w 2015 roku.

Obecnie z zaplecza WPT korzysta ponad 220 firm, co czyni ją największym parkiem technologicznym pod kątem ilości działających na jego terenie przedsiębiorstw w Polsce. 

## Struktura i władze WPT
W skład Zarządu Wrocławskiego Parku Technologicznego wchodzi Prezes Maciej Potocki. Nad działalnością spółki czuwa Rada Nadzorcza, w której skład wchodzą przedstawiciele środowiska naukowego oraz władz samorządowych:
Akcjonariuszami Wrocławskiego Parku Technologicznego są:
- Gmina Wrocław - 94.3287%
- Santander Inwestycje Sp. z o.o. - 0.6473%
- Politechnika Wrocławska - 1.7161%
- Uniwersytet Wrocławski - 1.5081%
- Uniwersytet Przyrodniczy we Wrocławiu - 0.8790%
- Dolnośląska Izba Gospodarcza - 0.0129%
- Agencja Rozwoju Aglomeracji Wrocławskiej - 0.0129%
- Uniwersytet Ekonomiczny we Wrocławiu - 0.2684%
- Uniwersytet Medyczny we Wrocławiu - 0.6266%

## Działalność Wrocławskiego Parku Technologicznego
Oferta WPT obejmuje produkty i usługi biznesowe, skupione wokół 9 obszarów opisywanych przez program STELLAR HUB, wśród których są:
- infrastruktura biznesowa – WPT dysponuje ponad 66 tysiącami mkw. powierzchni na wynajem o charakterze biurowym, laboratoryjnym i produkcyjno-magazynowym oraz Centrum Konferencyjnym. Wśród infrastruktury WPT znajduje się Hala Nowa 7, odrestaurowana fabryka Pafawag, na której znajduje się ponad 20 tys. mkw. powierzchni produkcyjno-magazynowej do wynajęcia[10].
- inkubatory przedsiębiorczości – na terenie WPT działają dwa inkubatory przedsiębiorczości[11] – Dolnośląski Akademicki Inkubator Przedsiębiorczości oraz Integracyjny Inkubator Przedsiębiorczości[12] oferujące infrastrukturę biznesową i doradztwo na preferencyjnych warunkach. Rozwinęło się w nich ponad 220 firm, obecnie działa w nich ponad 70 przedsiębiorstw. Przeżywalność firm na rynku wynosi 80%[13].
- laboratoria i prototypownie – wynajem własnych, wyposażonych pracowni do realizacji projektów biznesowych i naukowych z różnych branż.
- Zakład Doświadczalny - zaawansowana technologicznie instalacja produkcyjna, umożliwiająca prowadzenie m.in. testów, up-scalingu i optymalizacji związanych z branżą life science; działa na jej terenie m.in. Klaster Nutribiomed i związane z nim firmy. Koordynatorem Klastra jest Wrocławski Park Technologiczny[14].
- usługi badawczo-rozwojowe, w tym analizy i badania standardowe, opracowywanie metod badawczych i analitycznych oraz szkolenia, realizowane przez zespół WPT w ramach infrastruktury ośrodka.
- doradztwo biznesowe i networking – świadczenie usług z zakresu pozyskiwania finansowań (np. program Bon na Dotację, pomoc de minimis)
- działalność edukacyjna – powołana przez WPT Fundacja Pro Mathematica, prowadzi przy WPT Centrum Edukacyjne oraz przedszkole Technoludek[15].
- współpraca z ośrodkami Big Science – Wrocławski Park Technologiczny prowadzi projekt Big Science Hub[16], mający na celu intensyfikację współpracy polskich firm z ośrodkami badawczo-naukowymi takimi jak CERN, ESA, ESS czy ITER. Zorganizował m.in. misje gospodarcze Poland@CERN[17][18] oraz Poland@ITER[19][20].

## Laboratoria
We Wrocławskim Parku Technologicznym działa 12 laboratoriów i prototypowni, tworzących one zaawansowaną technologicznie infrastrukturę. Są wśród nich:
1. Laboratorium i prototypownia chemii i biotechnologii
2. Laboratorium i prototypownia inżynierii materiałowej i biomedycznej
3. Laboratorium właściwości materiałowych
4. Laboratorium skalowania procesów chemicznych
5. Laboratorium optyki, fotoniki i metrologii
6. Laboratorium kriogeniki i technologii gazów
7. Laboratorium elektroniki, mechatroniki i spintroniki
8. Laboratorium energetyki
9. Laboratorium cyfryzacji, przekazu, przechowywania i ochrony danych
10. Centrum modelowania oraz usług hostingowych i kolokacyjnych
11. Laboratorium Badań Nieniszczących
12. Laboratorium i prototypownia mechaniczna

## Innowacje
We Wrocławskim Parku Technologicznym działalność prowadzą różnorodne firmy rozwijające produkty określane jako innowacyjne. Są wśród nich Saule Technologies, Pure Biologics, Scanway, KrioSystem, Amplicon, Motion System, QNA Technologies czy Yaskawa Polska. Tworzą one produkty z zakresu przemysłu 4.0, space-tech, biotechnologii, medycyny czy alternatywnych źródeł energii. 

## Hala Nowa 7
Wrocławski Park Technologiczny kosztem 50 mln zrewitalizował jedną z największych hal produkcyjno–magazynowych we Wrocławiu. Hala była znana pod nazwą W-7. Teraz pod dachem Nowej 7 – hali długiej na 286 m i szerokiej na 80 m znajdują się przestrzenie produkcyjne, przestrzenie magazynowe i biurowe. Hala została wybudowana na początku lat 40. XX wieku i była częścią największej wrocławskiej fabryki znanej jako Linke-Hofmann-Werke AG Breslau. W trakcie II wojny światowej fabryka została poważnie zniszczona. Po wojnie została odbudowana. Przez ponad 50 lat była częścią Państwowej Fabryki Wagonów PAFAWAG. 
W Hali Nowa 7 działa dziś kilkadziesiąt firm z różnych branż oraz przestrzeń warsztatowo-koncepcyjna Academic Box.

## Kampania społeczna Bez mikro nie ma makro
W maju 2021 roku Wrocławski Park Technologiczny rozpoczął kampanię społeczną Bez mikro nie ma makro, która promuje rolę mikroprzedsiębiorstw w gospodarce. W kampanię włączyło się miasto Wrocław oraz Dolnośląska Izba Gospodarcza, Dolnośląska Izba Rzemieślnicza, Agencja Rozwoju Aglomeracji Wrocławskiej, Uniwersytet Ekonomiczny we Wrocławiu oraz Biuro Rozwoju Gospodarczego UMW.